# Comuna Stepne, Pervomaiske
Stepne (în ucraineană Степне) este o comună în raionul Pervomaiske, Republica Autonomă Crimeea, Ucraina, formată din satele Krîlovka și Stepne (reședința).

## Demografie
Componența lingvistică a comunei Stepne
     Rusă (47,91%)
     Ucraineană (28,63%)
     Tătară crimeeană (21,74%)
     Alte limbi (1,3%)
Conform recensământului din 2001, nu exista o limbă vorbită de majoritatea populației, aceasta fiind compusă din vorbitori de rusă (47,91%), ucraineană (28,63%) și tătară crimeeană (21,74%).